# Охтум
Охту̀м (Ахту̀м, Айто̀н) е владетел на Банат и части от Трансилвания от началото на XI век, противник на първия унгарски крал Стефан I.

## Биография
Охтум е внук на Глад, български средновековен управител на Банат през 9 и 10 век. След смъртта на Геза се намесва в унгарските междуособици като противник на крал Стефан I.
Около 1002 г. владенията на Охтум се простират между реките Муреш, Тиса и долното течение на Дунава, включително и Бъдин (днешният Видин). Негова столица е крепостта Морисена при днешния град Ченад в най-западния край на Румъния.
Сведения с полулегендарен характер за Охтум се черпят от два значително по-оскъдни източника – история на унгарците с анонимен автор от началото на XIII и житие на епископ Герхард от края на XIV век. От тях се знае, че той е потомък на друг местен владетел – Глад, че е построил е православен манастир на името на Йоан Кръстител в Морисена, разполагал е със силна войска и често е воювали с унгарците.
За етническата принадлежност на Охтум и същността на неговото княжество са изказани разнопосочни предположения. Съгласно една от тях той е един от тримата (заедно с Купан и Дюла) унгарски вождове, които оспорват първенството на крал Стефан над унгарците. Румънски и молдовски учени твърдят, че Охтумовото княжество е едно от ранните влашки държавни образувания. Трета хипотеза е, че Охтум е българин, но историците, които я поддържат, не са единодушни относно това дали земите му влизат в Първото българско царство или той е самостоятелен владетел.
През 1003 година Охтум оставя Самуиловия син Гаврил Радомир да ръководи отбраната на Бдин против византийците, докато самият той воюва на север с маджарите, където и загива. Съществува мнение, че първата съпруга на Самуиловия син и престолонаследник Гаврил Радомир е дъщеря на банатския владетел. Съществува и обратното становище – че Охтум е съюзник не на Самуил, а на византийския император Василий II, на когото помага да завладее Бдин през 1002 г.
Краят на Охтум идва след конфликт със Стефан I. Владетелят на Морисена е убит при превземането на столицата му от войските на унгарския крал. Това събитие се датира към 1002 – 1005 или 1028 – 1030 година.